# Scott S. Sheppard
Pour les articles homonymes, voir Sheppard.
Scott Sander Sheppard (né en 1977) est un astronome du Department of Terrestrial Magnetism à l'Institut Carnegie pour les sciences. Il était autrefois chercheur et étudiant à l'université d'Hawaï.
L'astéroïde (17898) Scottsheppard lui est nommé en son honneur. 

## Découvertes
Il est le découvreur de la planète naine potentielle V774104 ; il est aussi crédité (en collaboration) des découvertes depuis 2000 de nombreuses petites lunes de Jupiter, Saturne, Uranus et Neptune, et aussi d'objets transneptuniens comme 2012 VP113 ou (541132) Leleākūhonua (The Goblin) :
| - Aitné - Aoédé - Arché - Autonoé - Calé - Callichore - Calycé - Carpo - Chaldèné - Coré - Cyllèné - Dia - Érinomé - Euanthé - Eukéladé - Euporie | - Eurydomé - Harpalycé - Hégémone - Hélicé - Hermippé - Hersé - Isonoé - Jocaste - Marguerite - Mégaclité - Mnémé - Narvi - Orthosie - Pasithée - Praxidiké - Psamathée | - Spondé - Taygète - Thelxinoé - Thémisto - Thyoné - Valétudo - Jupiter LIV - Jupiter LV - Jupiter LVI - Jupiter LVII - Jupiter LVIII - Jupiter LIX - Jupiter LX - Jupiter LXI - Jupiter LXIII - Jupiter LXIV | - Jupiter LXV - Jupiter LXVI - Jupiter LXVII - Jupiter LXVIII - Jupiter LXIX - Jupiter LXX - Jupiter LXXI - Jupiter LXXII - S/2003 J 2 - S/2003 J 4 - S/2003 J 9 - S/2003 J 10 - S/2003 J 12 - S/2003 J 16 - S/2003 J 23 |

| (79978) 1999 CC158 | février 1999     | [1] [2] [3] |
| (131695) 2001 XS254 | 9 décembre 2001  | [2] [4]     |
| (131696) 2001 XT254 | 9 décembre 2001  | [2] [4]     |
| (131697) 2001 XH255 | 11 décembre 2001 | [2] [4]     |
| (148975) 2001 XA255 | 9 décembre 2001  | [2] [4]     |
| (168700) 2000 GE147 | 2 avril 2000     | [2] [3]     |
| (200840) 2001 XN254 | 9 décembre 2001  |             |
| (341520) Mors-Somnus | 14 octobre 2007  | [3]         |
| (385571) Otréré | 16 octobre 2004  | [3]         |
| (385695) Clété | 8 octobre 2005   | [3]         |
| (469420) 2001 XP254 | 10 décembre 2001 | [2] [4]     |
| (469421) 2001 XD255 | 9 décembre 2001  | [2] [4]     |
| (471143) Dziewanna | 13 mars 2010     | [3] [5] [6] |
| (471165) 2010 HE79 | 21 avril 2010    | [3] [5] [7] |
| (471921) 2013 FC28 | 17 mars 2013     | [3]         |
| (508792) 2000 FX53 | 31 mars 2000     | [2] [3]     |
| (523671) 2013 FZ27 | 16 mars 2013     |             |
| (523672) 2013 FJ28 | 16 mars 2013     |             |
| (523693) 2014 FT71 | 24 mars 2014     | [3]         |
| (524365) 2001 XQ254 | 10 décembre 2001 | [2] [4]     |
| (524366) 2001 XR254 | 10 décembre 2001 | [2] [4]     |
| (532037) Chiminigagua | 17 mars 2013     | [3]         |
| (532038) 2013 FB28 | 17 mars 2013     | [3]         |
| (541132) Leleākūhonua | 13 octobre 2015  | [3] [8]     |
| 1. avec J. X. Luu 2. avec D. C. Jewitt 3. avec Chadwick Trujillo 4. avec J. T. Kleyna 5. avec A. Udalski 6. avec M. Kubiak 7. avec R. Poleski 8. avec D. J. Tholen |                  |             |